# Dècada del 30 aC

## Esdeveniments
- 31 aC - Batalla d'Àccium, amb la victòria absoluta d'August i la fugida de Marc Antoni i Cleòpatra VII.
- Creació del regne de Mauritània

## Personatges destacats
- Cleopatra VII (69 aC-30 aC), l'última reina d'Egipte, de la dinastia hel·lènica dels Ptolemeu.
- Marc Antoni (83 aC-30 aC), militar i polític romà
- August (63 aC-14 dC), successor de Juli Cèsar i primer emperador romà.
- Virgili (70 aC-19 aC), poeta romà.
- Marc Vipsani Agripa (63 aC-12 aC), militar i polític romà.
- Estrabó (c. 64 aC - c. 20 dC), gèograf i escriptor